# Џецун Пема
Џецун Пема (џонг. རྗེ་བཙུན་པདྨ་, енгл. Jetsun Pema; рођена 4. јуна 1990. у Бутану) је краљица Бутана и жена краља Џигме Хесара Намгјела Вангчука.

## Детињство и младост
Краљица Џецун Пема је рођена 4. јуна 1990. у Тимбу. По старости је друга од петоро деце. Основно образовање завршила је у главном граду Бутана, да би даље образовање наставила у Индији где је учила историју, географију, економију и сликарство. Дипломирала је на вишој школи 31. марта 2008. године. Високо образовање је наставила уписом на колеџ у Лондону где је студирала међународне односе и психологију и историју уметности као додатне предмете.

## Свадба
Док је отварао седницу парламента у петак, 20. маја 2011, краљ Џигме Хесар Намгјел Вангчук је објавио своју веридбу са Џецун Пемом. Они су се венчали 13. октобра 2011. у манастиру Пунакха-џонг. Краљевско венчање је највећи медијски догађај у историји Бутана. Церемонија краљевског венчања одржана је у Пунакхи, а затим су уследиле посете различитим деловима земље. Током церемоније краљ је примио круну из светог храма Џонг и даривао је круну Џецун Пеми, чиме је она формално проглашена за краљицу.

## Краљичине дужности
Након њеног венчања са краљем, Џецун Пема Вангчук га је пратила на неколико путовања у иностранство до: Индије, Сингапура, Јапана и Уједињеног Краљевство. Пратила је краља по свим његовим турнејама широм земље.
Њено Величанство је покровитељ организације Способности Бутанског друштва, Краљевског друштва за заштиту природе, Jigten Wangchuk Tshogpa и УНЕП Озон амбасадор.

## Приватни живот
Краљица се интересује за ликовну уметност, сликарство и кошарку. Предводила је школску екипу у кошаркашким утакмицама. Поред тога учествује у школским бендовима и плесним програмима. Поред матерњег Џонгка језика, говори и енглески и Хинди језик.
Дана 11. новембра 2015. године је објављено да краљица и краљ очекују прво дете. Краљица је родила сина 5. фебруара 2016. године. У децембру 2019. године је објављено да краљица очекује друго дете, које би требало да се роди у пролеће 2020. године. Краљица је родила другог сина 19. марта 2020. године.